# Thecla callides
Thecla callides är en fjärilsart som beskrevs av Dyar 1914. Thecla callides ingår i släktet Thecla och familjen juvelvingar. Inga underarter finns listade i Catalogue of Life.